# (10820) Offenbach
(10820) Offenbach (1993 QN4) – planetoida z pasa głównego asteroid okrążająca Słońce w ciągu 3,67 lat w średniej odległości 2,38 j.a. Odkryta 18 sierpnia 1993 roku.